# Misato (Miyazaki)
Misato (美郷町?) è una cittadina giapponese della prefettura di Miyazaki.